# António Casimiro Mourato
António Casimiro Mourato (1855 — Angra do Heroísmo, ?) foi um farmacêutico, formado pela Universidade de Coimbra, sócio da Sociedade Farmacêutica Lusitana, que se destacou como actor e promotor de actividades teatrais e como jornalista e poeta.